# Zully Montero
Zully Montero (née Clara Zully Montero le 25 janvier 1944 à La Havane, Cuba), est une actrice cubaine de cinéma, de théâtre et de télévision.

## Carrière
Zully Montero est née à La Havane à Cuba. À l'âge de 11 ans, Montero se réunit avec un groupe d'amis qui créent leurs propres pièces de théâtre. Ces pièces sont présentées à leur famille et amis. Sa mère note son intérêt pour le jeu d'acteur et l'inscrit à l'Académie des Arts Dramatiques de La Havane (École des Arts Dramatiques à La Havane, Cuba). Après avoir obtenu son diplôme, elle participe à un concours de radio qui cherchait une actrice pour participer à une radionovela. Elle gagne le concours et se présente au show. Après la radionovela, elle fait un peu de théâtre. À l'âge de 16 ans, elle fait une pause dans sa carrière d'actrice pour se marier et donne le jour à deux filles, Martha et Elaine Montero. Sa vie à Cuba étant très difficile, elle prend la décision de partir de Cuba.
Zully Montero et son époux se rendent chez son oncle à New York, États-Unis. Elle travaille pour nourrir sa famille. Elle travaille dans une usine de chaussures, une usine de cartes postales et dans une fabrique de vêtements. Pendant ce temps, elle tombe enceinte de sa troisième fille, Jezabel Montero. Elle décide alors d'étudier l'anglais et la mécanographie. Elle prend ensuite un travail dans une entreprise d'import/export près de Wall Street à New York. C'est là qu'elle rencontre un vieil ami avec qui elle avait fait du théâtre à Cuba. Il l'invite à rejoindre la troupe de théâtre où elle commence à jouer de nouveau. Son époux n'étant pas d'accord, cela les mène au divorce. Elle remplit deux emplois pour entretenir sa famille tout en continuant à jouer au théâtre. Elle commence à étendre sa carrière comme actrice à la télévision. En 1979, elle interprète Aurelia dans le film El Súper.

## Filmographie

### Telenovelas
- 1990 : El Magnate (Capitalvisión-Televisión Española) : Antonia
- 1992-1993 : Marielena (Capitalvisión-Televisión Española) :. Claudia Brusual de Sandoval
- 1993-1994 : Guadalupe (Capitalvisión-Televisión Española) : Luisa Zambrano de Maldonado, Marquesa de Covadonga
- 1994 : Señora tentación (Telemundo) : Marlene
- 1997 : Aguamarina (Fonovideo) : Doña Augusta de Calatrava
- 1997-1998 : María Celina (Fonovideo) : Isaura Quintero
- 1998-1999 : Cosas del amor (América Televisión) : Mercedes Castro Iglesias de Marticorena
- 1999 : Me muero por ti (Rubicon Entertainment) : Margot Hidalgo
- 2000 : Estrellita (Producciones Inca Films) : Ruth
- 2002-2003 : Vale todo (Rede Globo-Telemundo) : Lucrecia Roitman
- 2004 : Prisionera (Telemundo) : Rosalía Riobueno Vda. de Moncada
- 2005-2006 : Alborada (Televisa) : Adelaida Pantoja Vda. de Guzmán
- 2006-2007 : La viuda de Blanco (Telemundo) : Perfecta Albarracín Vda. de Blanco
- 2007 : Amor comprado (Venevisión) : Gertrudis de la Fuente
- 2008-2009 : El rostro de Analía (Telemundo) : Carmen Rodríguez de Andrade
- 2010 : Perro amor (Telemundo) : Cecilia Brando
- 2010 : El fantasma de Elena (Telemundo) : Margot Uzcátegui / Ruth Merchan
- 2010-2011 : Aurora (Telemundo) : Catalina Pérez Quintana Vda. de Miller
- 2012-2013 : Rosario (Venevisión) : Regina Montalbán
- 2013-2014 : Santa diabla (Telemundo) : Hortensia de Santana

### Films
- 1958 : La noche y el alba
- 1979 : El súper : Aurelia
- 1991 : Les Nerfs à vif (Cape fear) : Graciela
- 2006 : El milagro de Coromoto : Maria Consuelo Montenegro
- 2006 : Full grown men : Teya